# Bombus vosnesenskii
Bombus vosnesenskii (saknar svenskt namn) är en insekt i överfamiljen bin (Apoidea) och släktet humlor (Bombus) som finns i Nordamerika.

## Beskrivning
Bombus vosnesenskii är en kraftig, hårig humla. Drottningen är 14 till 19 mm lång, arbetarna 9 till 14 mm, medan hanarna har en längd på 10 till 14 mm. Huvudet och främre delen av mellankroppen är gulpälsade, medan resten av kroppen är svart, utom den fjärde tergiten (ovansidans bakkroppssegment), som även det är gult. Hanarna har dessutom gula sidor på tredje tergiten. Vissa hanar kan dessutom ha en inblandning av gult i den annars svarta, bakre delen av mellankroppen. Vingarna är nästan svarta.

## Ekologi
Humlan förekommer i många habitat, som kustområden, lägre nivåer av kuperad terräng, ekbevuxen savann, chaparral och även i städer.
Bombus vosnesenskii har en mycket lång flygperiod: I de sydligare delarna av utbredningsområdet går drottningen aldrig i ide. De nya drottningarna bygger ett bo, ofta i ett övergivet kindpåsråttbo, tidigt på året. De första arbetarna kläcks tidigt i februari, och de första könsdjuren ungefär en månad senare. Kolonin dör ut i oktober – november, men de befruktade drottningarna som fötts under året lever vidare och grundar nya samhällen nästa år. Arten samlar nektar och pollen från ett flertal blommande växter, främst tillhöriga familjerna korgblommiga växter, ärtväxter, stenbräckeväxter, ljungväxter, strävbladiga växter och slideväxter.
Arten är en viktig pollinatör, och den används kommersiellt för pollinering av växthusodlade tomater.

## Utbredning
Bombus vosnesenskii lever i västra Nordamerika från British Columbia i Kanada söderöver via Washington och Oregon till Kalifornien i USA, och norra Baja California i Mexiko; österut till västra Nevada. Arten har dessutom introducerats i Queensland i Australien. I USA:s kustnära delstater är den mycket vanlig, men mera ovanlig i Nevada.

## Status
IUCN har klassificerat arten som livskraftig ("LC"), och populationen är stabil. Inga tydliga hot har identifieras, men som möjliga, framtida hot ser IUCN habitatförlust, bekämpningsmedel, minskad genetisk variation, födokonkurrens med honungsbin och klimatförändringar. Det flitiga användandet av stammar, uppfödda i fångenskap, som kommersiella pollinatörer kan också innebära ett hot, eftersom artificiellt uppfödda djur blir mer mottagliga för sjukdomar, som sedan kan spridas till den vilda populationen.